# Aphrocallistes
Aphrocallistes is een geslacht van sponsdieren uit de klasse van de Hexactinellida.

## Soorten
- Aphrocallistes beatrix Gray, 1858
- Aphrocallistes vastus Schulze, 1886